# Kjeld Brockenhuus-Schack
Kield greve Brockenhuus-Schack (født 8. januar 1900 på Skovsbo ved Rynkeby, Fyn, død 1. oktober 1978 i København) var en dansk officer.
Han var søn af hofjægermester, greve Ludvig Brockenhuus-Schack og hustru Agnete f. komtesse Ahlefeldt-Laurvig, blev student fra Gammel Hellerup Gymnasium 1918 og cand.polit. 1925. Han var sekondløjtnant ved 7. regiment 1929, premierløjtnant 1929, til Livgarden 1930, kaptajnløjtnant 1936, kaptajn 1941, souschef ved Den Danske Brigade i Tyskland 1947-1949 og oberstløjtnant 1949.
Han var chef for III batl. af 7. regiment, stabschef ved 7. regiment 1955, i nr. i Livgarden 1957, i nr. i reserven 1958 og tog afsked 1965. Tidl. medl. af bestyrelsen for Akademisk Skytteforening og i flere perioder af bestyrelsen for Københavns Officersforening, administrator for officershjemmet i Snekkersten 1938-1946, præsident for Danske Soldaterforeningers landsråd 1965-70 og for De Danske Garderforeninger 1963-71; formand for bestyrelsen for Soldatens og orlogsgastens fond og for Legatet for den slesvigske ungdom, medlem af bestyrelsen for Foreningen til udgivelse af Danmarks Adels Aarbog fra 1966 og for den selvejende institution Dybbøl Mølle samt formand for bestyrelsen for Gram og Nybøl Godser A/S. Han var Kommandør af Dannebrog.
Han blev gift 15. oktober 1930 med Merete f. komtesse Danneskiold-Samsøe (9. november 1911 i København – 13. oktober 1997 i Mogenstrup), datter af ritmester, greve Knud Danneskiold-Samsøe og hustru Alice f. Hasselbalch.